# Museo de la Ciudad de Atenas
El Museo de la Ciudad de Atenas (Fundación Vouros-Eutaxias) es un museo situado en Atenas, Grecia. Alberga una colección de una variedad de artículos relacionados con Atenas recopilados por el coleccionista de arte Lambros Eutaxias.  Incluye antigüedades, arte bizantino, esculturas, pinturas, dibujos, fotografías y trabajos en metal, vidrio y textiles. También incluye muebles dispuestos en salones típicos de la aristocracia ateniense del siglo XIX.
Originalmente, el edificio fue construido (1833-1834) por el empresario Dekozis-Vouros para ser su residencia particular, quien luego lo alquiló por 7000 dracmas al rey Otón I de Grecia. en el momento del traslado de la capital griega desde Nafplion a Atenas (1836-1843).  Los atenienses lo conocían como Palacio Viejo. Hoy, el museo presenta los antiguos aposentos reales, así como muchos objetos históricos.